# Wiaczesław Sakajew
Wiaczesław Wiktorowicz Sakajew (rus. Вячеслав Викторович Сакаев; ur. 12 stycznia 1988 w Nowosybirsku) – rosyjski lekkoatleta specjalizujący się w biegu na 400 metrów przez płotki. Okazjonalnie biega także w sztafecie 4 × 400 metrów.
Srebrny medalista mistrzostw świata juniorów z 2006 w sztafecie 4 × 400 metrów. Rok później został wicemistrzem Europy juniorów w biegu na 400 metrów przez płotki. Półfinalista młodzieżowych mistrzostw Starego Kontynentu z 2009. W 2011 startował na uniwersjadzie w Shenzhen, na której dotarł do półfinału biegu na 400 metrów przez płotki. W 2012 reprezentował Rosję na igrzyskach olimpijskich w Londynie, na których odpadł w eliminacjach.
Medalista mistrzostw Rosji w różnych kategoriach wiekowych.

## Osiągnięcia
| Rok  | Impreza                               | Miejsce   | Konkurencja                     | Lokata     | Wynik   |
| ---- | ------------------------------------- | --------- | ------------------------------- | ---------- | ------- |
| 2005 | Mistrzostwa świata juniorów młodszych | Marrakesz | bieg na 400 metrów przez płotki | półfinał   | 51,73   |
| 2006 | Mistrzostwa świata juniorów           | Pekin     | bieg na 400 metrów przez płotki | 6. miejsce | 51,13   |
| 2006 | Mistrzostwa świata juniorów           | Pekin     | sztafeta 4 × 400 metrów         | 2. miejsce | 3:05,13 |
| 2007 | Mistrzostwa Europy juniorów           | Hengelo   | bieg na 400 metrów przez płotki | 2. miejsce | 50,72   |
| 2007 | Uniwersjada                           | Bangkok   | sztafeta 4 × 400 metrów         | eliminacje | 3:09,58 |
| 2009 | Młodzieżowe mistrzostwa Europy        | Kowno     | bieg na 400 metrów przez płotki | półfinał   | 52,48   |
| 2011 | Uniwersjada                           | Shenzhen  | bieg na 400 metrów przez płotki | półfinał   | 51,18   |
| 2012 | Igrzyska olimpijskie                  | Londyn    | bieg na 400 metrów przez płotki | eliminacje | 50,36   |

## Rekordy życiowe
- Bieg na 400 metrów (hala) – 48,04 (2013)
- Bieg na 400 metrów przez płotki – 49,59 (2012)